# Kate McGarrigle

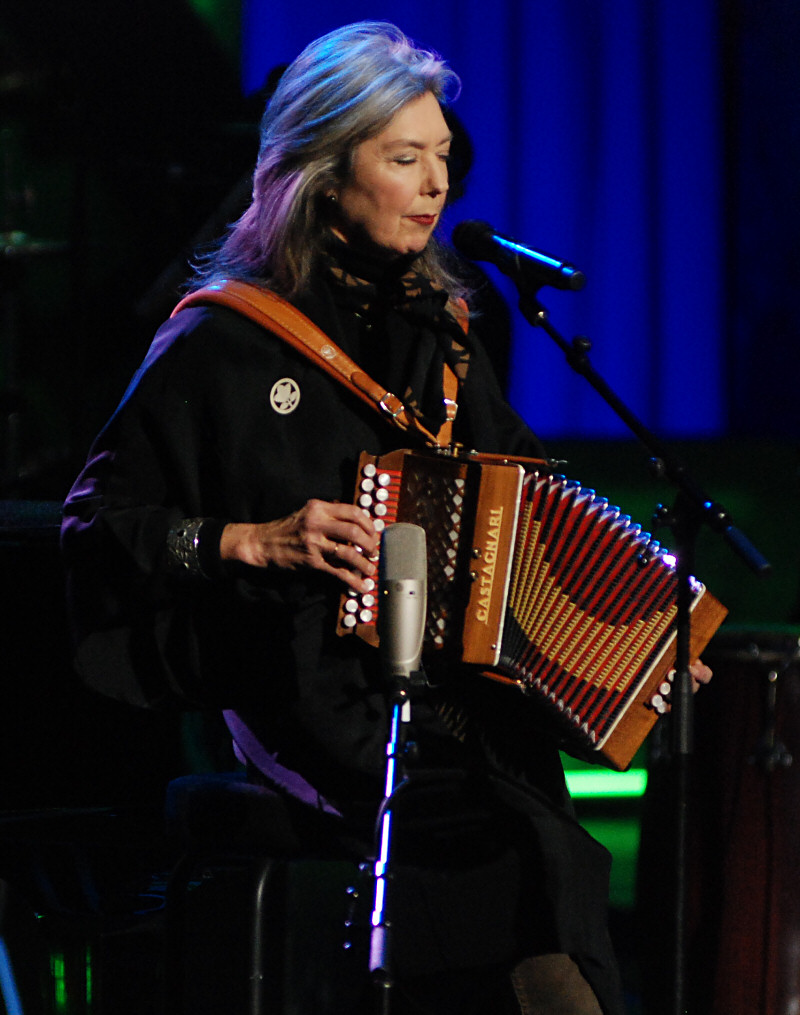
Kate McGarrigle (2008)

Kate McGarrigle (* 6. Februar 1946 in Montreal, Québec; † 18. Januar 2010 ebenda) war eine kanadische Sängerin und Komponistin.

## Werdegang
Sie hatte eine Musikgruppe mit ihrer Schwester Anna und ist die Mutter von Rufus und Martha Wainwright. Deren Vater ist McGarrigles Exmann, der Musiker Loudon Wainwright III. In Deutschland wurde McGarrigle vor allem auch als Musikverantwortliche in den Filmen Tommy Tricker und das Geheimnis der Briefmarken (1988) sowie dessen Fortsetzung Die Rückkehr von Tommy Tricker (1994), bekannt.
Im Sommer 2006 erkrankte sie an Krebs und erlag dem Leiden am 18. Januar 2010.

## Diskographie der McGarrigle-Schwestern
- 1976 – Kate and Anna McGarrigle
- 1977 – Dancer with Bruised Knees
- 1978 – Pronto Monto
- 1981 – Entre Lajeunesse et la sagesse
- 1982 – Love Over and Over
- 1990 – Heartbeats Accelerating
- 1996 – Matapédia (Juno Award für Roots & Traditional Album of the Year - Group, 1997)
- 1998 – The McGarrigle Hour (Juno Award für Roots & Traditional Album of the Year - Group, 1999)
- 2003 – La vache qui pleure
- 2005 – The McGarrigle Christmas Hour